# 薬師神繁男
薬師神 繁男（やくしじん しげお、1964年5月20日 -  ）は、愛媛県出身の元プロ野球選手（投手）。

## 来歴・人物
三瓶高校入学当初は外野手だったが、投手に転向すると、3年生時、大洲高校との交歓試合でノーヒットノーランを記録するなどエースとして活躍した。
1982年オフにドラフト外で横浜大洋ホエールズに入団。上手投げからカーブ、スローカーブ主体の投手で、一軍出場は無いまま1987年に現役を引退。
1988年から1993年まで打撃投手、以降は用具係を務めた。

## 詳細情報

### 年度別投手成績
- 一軍公式戦出場なし

### 背番号
- 34 （1983年 - 1987年）
- 94 （1988年 - 1993年）